# Distretto di Gulistan (Afghanistan)
Il distretto di Gulistan (traslitterato anche come Golestan; Pashtu/Persiano:  گلستان ) è un distretto nella provincia di Farah, nell'Afghanistan occidentale. La popolazione nell'ottobre 2004 era stimata in 53.780 abitanti, prevalentemente Pashtun (80%) con minoranza tagika. Il villaggio principale, Gulistan, si trova a 1434 m s.l.m. nel settore montuoso del distretto. La strada principale che attraversa il distretto è la 522.
Nel settembre 2005 combattenti talebani presero il controllo della regione dopo aspri combattimenti.